# Список высших учебных заведений Сахалинской области
В список высших учебных заведений Сахалинской области включены образовательные учреждения высшего и высшего профессионального образования, находящиеся на территории Сахалинской области и имеющие действующую лицензию на образовательную деятельность. Список вузов приведён в соответствии с данными сводного реестра лицензий, в список филиалов включены организации, участвовавшие в мониторинге Министерства образования и науки Российской Федерации 2017 года. По состоянию на 16 июля 2017 года в Сахалинской области действующую лицензию имели 2 вуза и 2 филиала.
Филиалы вузов, головные организации которых находятся в иных субъектах федерации, сгруппированы в отдельном списке. Порядок следования элементов списка — алфавитный.

## Список высших образовательных учреждений
| Название                                         | Тип         | Принадлежность    | Год основания | Месторасположение | Число студентов | П                  |
| ------------------------------------------------ | ----------- | ----------------- | ------------- | ----------------- | --------------- | ------------------ |
| Сахалинский государственный университет          | Университет | Государственный   | 1949          | Южно-Сахалинск    | 4856            | [ 7 ]              |
| Сахалинский гуманитарно-технологический институт | Институт    | Негосударственный | 1991          | Южно-Сахалинск    | 729             | [ 8 ] [ 9 ] [ 10 ] |

## Список филиалов высших образовательных учреждений
| Название                                         | Филиал                                                         | Тип      | Принадлежность  | Год основания | Месторасположение | Число студентов | П                    |
| ------------------------------------------------ | -------------------------------------------------------------- | -------- | --------------- | ------------- | ----------------- | --------------- | -------------------- |
| Сахалинский институт железнодорожного транспорта | Дальневосточного государственного университета путей сообщения | Институт | Государственный | 1961          | Южно-Сахалинск    | 1753            | [ 11 ] [ 12 ] [ 13 ] |
| Южно-Сахалинский институт                        | Российского экономического университета имени Г. В. Плеханова  | Институт | Государственный | 1946          | 1991              | Южно-Сахалинск  | [ 14 ] [ 16 ] [ 17 ] |